# Pungsan
O Pungsan ou Poongsan (Chosongul: 풍산개; Hanja :豐山개) é uma raça de cães, tradicionalmente criados como cães de caça, da Coreia. Eles foram criados nas áreas montanhosas da região de Kaema, atualmente território da Coreia do Norte.
O cão foi transformado em monumento nacional da Coreia do Norte em abril de 1956.

## Características
De acordo com a NK News, os clubes internacionais de canis consideram os cães Pungsan como "uma variante maior de um tipo spitz dos huskies siberianos, só que menor fisicamente e com mais problemas comportamentais". 

## História
De acordo com a Enciclopédia da Cultura Coreana da Academia de Estudos Coreanos do Ministério da Educação, Ciência e Tecnologia (Coreia do Sul) do governo sul-coreano, o cão Pungsan foi reconhecido pela primeira vez como um símbolo nacional na península coreana durante o período colonial japonês período. A raça também foi usada na Rússia para caçar tigres, ursos e javalis. A raça de cães Pungsan foi criada por muito tempo isolada das outras províncias. 
Durante a cúpula intercoreana de 2000, o líder norte-coreano Kim Jong-il fez um presente de dois cães Pungsan (associados com o Norte) ao presidente sul-coreano Kim Dae-jung. Em troca, Kim Dae-jung deu dois cães Jindo (associados ao Sul) para Kim Jong-il. Nascidos no Zoológico Central de Pyongyang, os cães Pungsan foram originalmente chamados de Dangyol (Unidade) e Jaju (Independência), mas foram renomeados como Uri (significando Nós) e Duri (Dois). Eles inicialmente moraram na Casa Azul, a residência do presidente sul-coreano, antes de serem transferidos para o Zoológico de Seul, onde deram à luz 15 filhotes antes de ambos morrerem aos 13 anos. Durante suas vidas, os cães receberam um status especial de hóspedes do estado.
Na cúpula de Pyongyang em 2018, o líder norte-coreano Kim Jong-un deu dois cães Pungsan ao presidente sul-coreano Moon Jae-in. O macho se chama Songkang e a fêmea Gomi. Gomi deu à luz seis filhotes dois meses após o cume, levando Moon a comentar que ela devia estar grávida quando foi dada a ele. Mais tarde, ele publicou fotos deles na Casa Azul em 25 de novembro de 2018, e os rotulou como filhotes de "presente da paz".

## Cultura
O cão foi promovido como um símbolo nacional no filme de animação infantil de 2010, Story of the Pungsan Dog, e no romance de 2017 de Paek Myeong Kil, Pungsan Dogs.